# Mont d'Or (Alps)
El Mont d'Or (2,175 m) és una muntanya dels Alps Bernesos de Suïssa, a sobre del poble de Le Sépey del cantó de Vaud. El pic es troba entre el Lac de l'Hongrin i la vall d'Ormont-Dessous, al costat del Coll de les Mosses.
El Mont d’Or es troba topogràficament a la divisòria d’aigües entre la conca del Rin al nord (que acaba al mar del Nord) i la conca del Roine (que aboca l'aigua al mar Mediterrani).